# Regione Metropolitana di Rio de Janeiro
La Regione Metropolitana di Rio de Janeiro è l'Area metropolitana di Rio de Janeiro nello Stato di Rio de Janeiro in Brasile.

## Comuni
Comprende 21 comuni:
- Belford Roxo
- Cachoeiras de Macacu
- Duque de Caxias
- Guapimirim
- Itaboraí
- Itaguaí
- Japeri
- Magé
- Maricá
- Mesquita
- Nilópolis
- Niterói
- Nova Iguaçu
- Paracambi
- Queimados
- Rio Bonito
- Rio de Janeiro
- São Gonçalo
- São João de Meriti
- Seropédica
- Tanguá